# Benthesicymus tirmiziae
Benthesicymus tirmiziae är en kräftdjursart som beskrevs av Crosnier 1978. Benthesicymus tirmiziae ingår i släktet Benthesicymus och familjen Benthesicymidae. Inga underarter finns listade i Catalogue of Life.